# Прапор Липоводолинського району
Пра́пор Липоводоли́нського райо́ну затверджений 31 грудня 2001 року 15-ю сесією Липоводолинської районної ради третього скликання.

## Опис
Прапор являє собою синє полотнище прямокутної форми зі співвідношенням висоти до довжини як 2:3. Герб на прапорі має розміри в співвідношенні висоти герба до висоти прапора як 2:3.
Прапор передає традиційну символіку Лівобережної й Слобідської України, куди адміністративно входили населені пункти Липоводолинщини в XVII—XVIII сторіччях, у центрі полотнища розташований герб Липоводолинського району.
Прапор Липоводолинського району має три різновиди: святковий (парадний) прапор, прапор, значок (малий прапорець). Святковий (парадний) прапор може мати додаткову кайму (лиштву) жовтого кольору, нанесену на тканину фарбою, або вишиту з ниток. В центрі прапора розташовано герб, великий на святковому прапорі, малий на прапорі та значку.